# لئون جی ویلیامز
لئون جی ویلیامز (انگلیسی: Leon Jay Williams؛ چینی سنتی: 立威廉; پین‌یین: Li Wei Lian؛ ۳۰ ژوئیه ۱۹۷۶) بازیگر و خواننده اهل سنگاپور است. او نژادی آسیایی-اروپایی دارد.
از فیلم‌ها یا مجموعه‌های تلویزیونی که وی در آن‌ها نقش داشته است، می‌توان به تکامل دراگون‌بال و لیموترش اشاره نمود.